# The Best of Culture Club
The Best of Culture Club è la seconda raccolta ufficiale del gruppo britannico Culture Club, pubblicata, in Europa, per la prima volta, nel 1989, su etichetta Virgin Records.

## L'album discografico
La raccolta, che comprende brani tratti dai soli tre primi album della band (omettendo quindi qualsiasi canzone inclusa sul quarto LP, lo sfortunato "From Luxury to Heartache", del 1986), esce due anni dopo la prima collection, "This Time - The First Four Years", e verrà ristampata altre due volte, nel 1997 e nel 1999, con track listing identica (16 pezzi) e copertine sempre diverse (particolarmente riuscita quella del 1999, con gli occhi del cantante solista, Boy George, in primo piano, in una bella rielaborazione grafica). A differenza di "This Time - The First Four Years", vero e proprio Greatest Hits, The Best of Culture Club rappresenta invece una specie di panoramica, al contempo più estesa e limitata, sul repertorio della band, di cui vengono riproposte, oltre alle due celebri Numero Uno, Do You Really Want to Hurt Me e Karma Chameleon, rispettivamente poste in apertura e in chiusura della collection, e ai singoli di successo, anche i 45 giri meno venduti, come The Medal Song e Mistake No. 3, i primi due flop, White Boy e I'm Afraid of Me, e i brani più famosi dei primi tre album, come, per esempio, The Dive e Changing Every Day. Ma il vero motivo di interesse della raccolta è l'inclusione, a sorpresa, del brano meno conosciuto del gruppo, tratto dalla colonna sonora del film "Electric Dreams", la brevissima e suggestiva ballata intitolata The Dream, il cui video compare per intero all'interno del film, in uno spazio esclusivamente dedicato alla canzone. Non figura invece su The Best of Culture Club l'altro pezzo contenuto nella colonna sonora, motivo portante del film, il singolo Love Is Love (inserito però su "This Time - The First Four Years"), che fu un grande successo per la band in Giappone e in Italia, mentre non venne mai pubblicata in Gran Bretagna. Questa seconda raccolta ufficiale della band (contenente 16 tracce, tratte dai primi 3 album dei Culture Club) non va confusa con l'omonima collection statunitense The Best of Culture Club (contenente 10 tracce, tratte dai primi 4 album dei Culture Club), pubblicata, per la prima volta, dalla EMI Music Special Markets, per la serie «Priceless Collection», nel 1994, e poi ristampata, nel 2002/2003, negli Stati Uniti. All'interno della raccolta del 1989, così come nelle successive ri-edizioni e ristampe, l'executive discografico John Howard racconta, in modo abbastanza dettagliato, la storia della scoperta e del successo dei Culture Club, di cui segue sotto una estesa sintesi, in italiano.

## La storia dei Culture Club raccontata da John Howard
Una fredda sera di gennaio, nel 1982, all'interno di un piccolo studio di registrazione, per lo più adibito alla preparazione di cassette dimostrative, situato nella parte occidentale di Londra, Steve Levine, produttore discografico di grande talento, ma praticamente al verde, e John Howard, executive dell'industria discografica, con velleità di fama e successo mondiali, ricevettero una visita da un posato gentleman, molto educato e dai modi garbati, che si presentò come Jon Moss, batterista di una band che rispondeva al nome di Culture Club.
Aveva portato con sé un demo di tre tracce, realizzate dal gruppo, e delle foto pubblicitarie, scattate di recente. Jon disse che Steve gli era stato segnalato come un produttore di grande talento, alla ricerca di una band di altrettanto talento con cui lavorare.
Steve ascoltò attentamente la descrizione dei Culture Club fatta da Jon e, gradualmente, emerse il quadro di quattro ragazzi, molto giovani, dalle idee piuttosto chiare riguardo al proprio status, con un'immagine sorprendente a completare il tutto, soprattutto nel caso del cantante solista, un certo «Boy George», il cui trucco oltraggioso, che faceva pendant con delle treccine di chiara ispirazione giamaicana, e i cui larghi vestiti a strati producevano una curiosa miscela di glam rock anni settanta e credibilità da strada anni ottanta.
Steve mise la cassetta che aveva portato Jon, e John Howard vide la sua espressione cambiare, gradualmente, ma decisamente, dal cauto interesse all'eccitazione a malapena dissimulata. La musica era incalzante, i ritmi quasi tribali, le canzoni molto commerciali. Quel che colpì Howard, in particolar modo, fu la voce di Boy George. La sua forza e la sua musicalità evidenti non erano affatto quel che ci si sarebbe aspettati dal ragazzo decisamente effeminato che fissava l'obiettivo della macchina fotografica, nelle foto che Steve teneva strette tra le mani.
Il brano che apriva il nastro era, a detta di Howard, la più potente. White Boy, dopo aver ricevuto il «trattamento Steve Levine», venne pubblicata come primo singolo della band, tre mesi più tardi, ricevendo un gran numero di passaggi radio, senza però ottenere grandi riscontri commerciali (non andò oltre il Numero 114 nella classifica inglese dei singoli, vendendo appena 5 000 copie). Come séguito di quel sorprendente flop, a giugno, uscì I'm Afraid of Me, dalle accentuate sonorità caraibiche, che andò addirittura peggio (nonostante si piazzò 14 posizioni più in alto del precedente 45 giri, arrivando esattamente al Numero 100).
In ogni caso, nel corso dell'estate del 1982, John Howard si rese conto, girando per le strade del centro di Londra, di quei segni premonitori, tipici di una band di grande successo alle prime armi, vale a dire i graffiti. Su moltissimi muri, si ribadiva che i «Culture Club rule OK» (qualcosa tipo "i Culture Club sono forti" oppure "hanno gli ingredienti giusti"). Auspici simili si erano visti due anni prima, quando Adam and the Ants continuavano a pubblicare singoli flop, al tempo stesso costruendo una piccola, ma fedele base di fans. Tutto quel che occorreva era «il disco giusto».
Nel mese di settembre del 1982, finalmente, i Culture Club pubblicarono quel disco, Do You Really Want to Hurt Me, un brano dall'andamento reggae, che era stato un semplice tappabuchi per il primo album del gruppo, "Kissing to Be Clever", di cui, non a caso, costituiva la canzone di chiusura del secondo lato. Si trattava di una di quelle tracce a cui tutti si avvicinavano con quel tipico atteggiamento di superiorità, dicendo: "Ah, questa qui non è importante...", soltanto per scoprire poi che era la cosa migliore dell'intero album!
Pubblicata su formato singolo, Do You Really Want to Hurt Me ricevette subito una copertura radiofonica massiccia, entrando nelle posizioni più basse della classifica inglese, il 18 settembre. All'inizio di ottobre, era già nella Top 20, e i Culture Club comparvero su Top of the Pops per la prima volta (a causa dell'indisposizione di un altro artista). Milioni di persone rimasero letteralmente scioccate nel vedere un uomo che ballava dimenandosi in una lunga tunica, i capelli legati in fluenti treccine, sotto un cappello in stile isolano centro-americano e con un make up applicato con una precisione stucchevole.
Che la voce così sicura di sé, che cantava una canzone così romantica, potesse appartenere ad un incrocio tra Ziggy Stardust e Bob Marley, con un pizzico appena di Mama Cass, fu davvero uno shock..
Di lì a un paio di settimane, ogni ragazzina al di sotto dei quindici anni - ed anche moltissimi ragazzi - volevano assomigliare a Boy George. Entro tre settimane dalla prima comparsa televisiva dei Culture Club al livello nazionale, la band aveva un singolo al Numero Uno e una star dei mass media come suo cantante solista.
Tutti volevano parlare con George. Erano affascinati dal suo modo di vestire, dal suo trucco (divenne il primo uomo ad apparire sulla copertina di "Woman's Own", rivista esclusivamente femminile!), dalle sue opinioni su tutto, dalla musica al sesso, e, non da ultimo, dal suo talento, che era tanto ovvio come il suo look.
I tabloids stampavano praticamente una citazione di Boy al giorno. "Preferisco una buona tazza di tè al sesso", "Non sono una drag queen e non indosso abiti da donna", "Non sono bisessuale né compro mai sesso". I giornali gongolavano, così come i lettori, e tutti credevano a quel che diceva (molte dichiarazioni verranno poi smentite nel corso degli anni, in gran parte nella prima autobiografia del cantante, pubblicata nel 1995). Anche i talk show non vedevano l'ora di mettere le mani su questa nuova star. E quel che veniva subito a galla, nel momento esatto in cui George si sedeva al cospetto dei suoi entusiasti intervistatori, era che, per quanto oltraggioso e anti-sistema potesse apparire, sotto tutto quel vistoso trucco, e sotto tutti quegli strati di vesti svolazzanti, non solo George era simpatico, ma era anche piuttosto intelligente.
David Bowie, Marc Bolan, Gary Glitter, Alice Cooper e Johnny Rotten avevano forse avuto tutti la stessa idea di scioccare, esattamente allo stesso modo di Boy George, solo che Boy George aveva compreso che ottenere il massimo dell'esposizione mediatica era una cosa, ottenere un potere duraturo era un'altra. "Devi piacere", diceva, e quanto a piacere, lui piaceva. Le mamme volevano adottarlo, le figlie volevano somigliargli. Che combinazione!
Assieme ai titoli da prima pagina, i successi arrivarono come proiettili, e non soltanto nel Regno Unito. Nel 1983, i Culture Club conquistarono l'America, l'Europa, l'Australia e il Giappone. Di fatto, ovunque si diffuse una virulenta febbre dei Culture Club. Mentre l'immagine di George diventava sempre più oltraggiosa - in Giappone, all'insaputa di tutto l'entourage, comparve sul palco in un candido abito da sposa! - aumentavano i successi. L'annata 1983 fu coronata dal Numero Uno raggiunto da Karma Chameleon, il quale, pubblicato a settembre, divenne ben presto il singolo più venduto di tutto l'anno!
L'anno successivo portò altri successi, altri tour, altri titoli da prima pagina. Il terzo album del gruppo fece irruzione nelle classifiche direttamente al Numero 2, mentre il primo singolo, l'inno anti-guerra The War Song, anch'esso Numero 2 nella classifica dei singoli, divenne il 7° singolo consecutivo dei Culture ad entrare nella Top 5. Il 1984 terminò comunque con la band esausta. Tutti loro avevano bisogno di un break dall'attenzione pubblica e l'uno dall'altro.
Fu la fine di un'era. La magia dei due anni precedenti non si ripeté mai più; parafrasando le parole di The Medal Song, primo flop, nel periodo di Natale del 1984, «Life will never be the same as it was again» ("La vita non sarà mai più la stessa di prima"), e già il relativo video ripercorreva i momenti salienti del gruppo, riproponendo, parallelamente ad immagini inedite, spezzoni delle precedenti clip.
The Best of Culture Club, seconda raccolta dopo "This Time - The First Four Years", riunisce tutto ciò che ha costituito la forza e la grandezza dei Culture Club: i grandi successi e le canzoni più belle dagli album del triennio 1982-1984, i superbi cori di Helen Terry e la produzione impeccabile di Steve Levine. Era una combinazione perfetta che produsse, in definitiva, proprio «the best of Culture Club», il meglio dei Culture Club.

## Tracce

### Raccolta UK (1989)
1. Do You Really Want to Hurt Me - 4:25 (O'Dowd/Hay/Craig/Moss) (da Kissing to Be Clever, 1982)
2. White Boy - 4:40 (O'Dowd/Hay/Craig/Moss) (da Kissing to Be Clever, 1982)
3. Church of the Poison Mind - 3:32 (O'Dowd/Hay/Craig/Moss) (da Colour by Numbers, 1983)
4. Changing Everyday - 3:19 (O'Dowd/Hay/Craig/Moss) (da Colour by Numbers, 1983)
5. The War Song - 3:57 (O'Dowd/Hay/Craig/Moss) (da Waking Up with the House on Fire, 1984)
6. I'm Afraid of Me - 3:18 (O'Dowd/Hay/Craig/Moss) (da Kissing to Be Clever, 1982)
7. It's a Miracle - 3:25 (O'Dowd/Hay/Craig/Moss/Pickett) (da Colour by Numbers, 1983)
8. The Dream (da Electric Dreams) - 2:29 (O'Dowd/Hay) (dalla colonna sonora del film Electric Dreams, 1985)
9. Time (Clock of the Heart) - 3:43 (O'Dowd/Hay/Craig/Moss) (dall'edizione americana di Kissing to Be Clever, 1982)
10. The Dive - 3:48 (O'Dowd/Hay/Craig/Moss) (da Waking Up with the House on Fire, 1984)
11. Victims - 4:54 (O'Dowd/Hay/Craig/Moss) (da Colour by Numbers, 1983)
12. I'll Tumble 4 Ya - 2:35 (O'Dowd/Hay/Craig/Moss) (da Kissing to Be Clever, 1982)
13. Miss Me Blind - 4:31 (O'Dowd/Hay/Craig/Moss) (da Colour by Numbers, 1983)
14. Mistake No. 3 - 4:34 (O'Dowd/Hay/Craig/Moss) (da Waking Up with the House on Fire, 1984)
15. The Medal Song - 4:15 (O'Dowd/Hay/Craig/Moss) (da Waking Up with the House on Fire, 1984)
16. Karma Chameleon - 4:02 (O'Dowd/Hay/Craig/Moss/Pickett) (da Colour by Numbers, 1983)

### Raccolta USA (1994)
1. Karma Chameleon - 4:02 (O'Dowd/Hay/Craig/Moss/Pickett) (da Colour by Numbers, 1983)
2. Do You Really Want to Hurt Me - 4:30 (O'Dowd/Hay/Craig/Moss) (da Kissing to Be Clever, 1982)
3. I'll Tumble 4 Ya - 2:38 (O'Dowd/Hay/Craig/Moss) (da Kissing to Be Clever, 1982)
4. Move Away - 4:11 (O'Dowd/Hay/Craig/Moss/Pickett) (da From Luxury to Heartache, 1986)
5. The War Song - 4:14 (O'Dowd/hay/craig/Moss) (da Waking Up with the House on Fire, 1984)
6. Miss Me Blind - 4:33 (O'Dowd/Hay/Craig/Moss) (da Colour by Numbers, 1983)
7. Time (Clock of the Heart) - 3:44 (O'Dowd/Hay/Craig/Moss) (dall'edizione americana di Kissing to Be Clever, 1982)
8. Church of the Poison Mind - 3:31 (O'Dowd/Hay/Craig/Moss) (da Colour by Numbers, 1983)
9. It's a Miracle - 3:27 (O'Dowd/Hay/Craig/Moss/Pickett) (da Colour by Numbers, 1983)
10. Victims - 4:54 (O'Dowd/Hay/Craig/Moss) (da Colour by Numbers, 1983)

## Formazione
Musicisti
- Boy George: voce e testi
- Roy Hay: chitarre, tastiere, sitar, synth guitar
- Mickey Craig: basso
- Jon Moss: batteria e percussioni
- Helen Terry: cori principali e voce femminile solista
- per gli altri musicisti, vedi i primi quattro album dei Culture Club (Kissing to Be Clever, Colour by Numbers, Waking Up with the House on Fire e From Luxury to Heartache) e le pagine su Roy Hay e Helen Terry

Produzione
- Steve Levine: produzione eccetto Move Away
- Arif Mardin, Lew Hahn: produzione Move Away
- Acos Kaikitis, P.D.S.: design edizione 1989
- Hills Archer Studios: cover art edizione 1999
- per gli altri membri dello staff e della produzione, vedi i primi quattro album dei Culture Club e le pagine su Roy Hay e Helen Terry

## Dettagli pubblicazione
| Paese   | Data | Etichetta                                             | Formato | N° Catalogo      |
| UK      | 1989 | Virgin VIP, distr. Pickwick                           | CD      | VVIPD 102        |
|         |      |                                                       |         | 5012981110222    |
|         |      |                                                       | LP      | VVIP 102         |
|         |      |                                                       |         | 5012981010218    |
|         | 1999 | Virgin                                                | CD      | CDVIP 234        |
|         |      |                                                       |         | 7243 8 48088 2 2 |
| Francia |      |                                                       |         | PM               |
| UE      |      |                                                       |         | LC 03098         |
| USA     | 1994 | EMI Music Special Markets, distr. Collectable Records |         | COL-CD-9319      |
|         |      |                                                       |         | 72438-17828-2-8  |